# 中华槭
中华槭（学名：Acer sinense）为槭树科槭属下的一个种。

## 变种
- 小果中华槭（学名：Acer sinense var. microcarpum）为槭树科槭属下的一个变种。
- 深裂中华槭（学名：Acer sinense var. longilobum）为槭树科槭属下的一个变种。
- 波缘中华槭（学名：Acer sinense var. undulatum）为槭树科槭属下的一个变种。
- 绿叶中华槭（学名：Acer sinense var. concolor）为槭树科槭属下的一个变种。